# Ukko

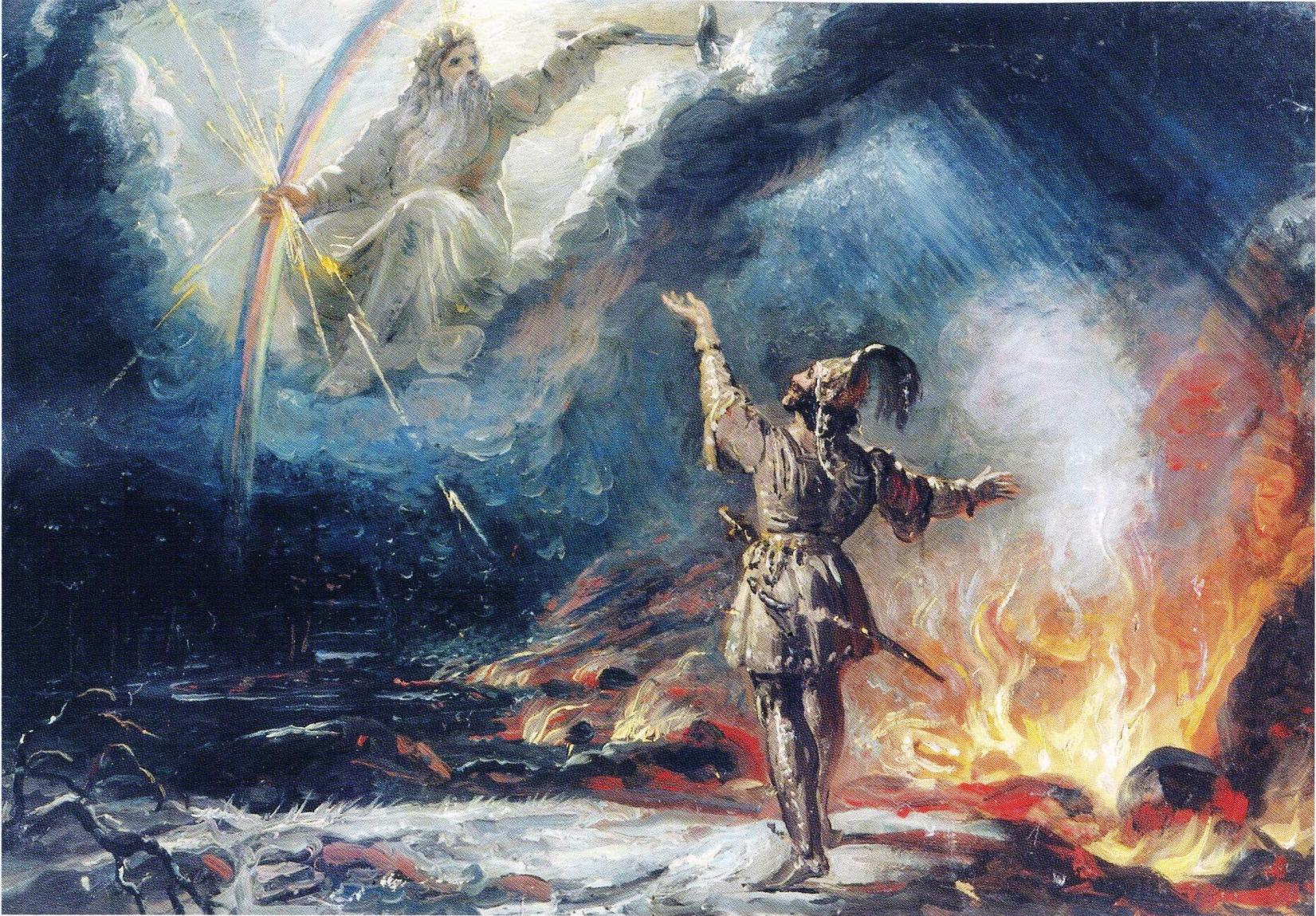

Ukko, Äijä nebo Äijö je bohem nebes, počasí, sklizně a hromu. Jedná se o nejvýznamnějšího boha finské mytologie, přičemž bývá ztotožňován s estonským bohem Taarou. Ve finské náboženské tvorbě je někdy označován jako "nejvyšší bůh," což jej staví do čela finského pantheonu. Jeho ekvivalentem v baltské mytologii je bůh Perkunas, v slovanské mytologii zase Perun. Sámové jej uctívali pod jménem Äijih.
Ukko je ztvárňován výhradně jako přírodní úkaz. Ukko měl svůj příbytek uprostřed nebeské klenby, proto byl též často nazýván Jumala, tedy „Bůh nebes“. Věřilo se, že Ukko ovládá srážky, a tím i úrodnost země, bylo mu tedy obětováno na začátku období výsadby a v době sucha. Jméno boha přímo souvisí s finský slovem ukkonen, tedy hrom. Zároveň ve finštině "ukko" též znamená "starý muž" a i tento význam je s mytologií spjat. Používá se i jako výraz úcty.
Vývoj jeho podobenství ve finském a karelském pohanství byl významně ovlivněn vlivy germánského pantheonu, zejména postavou Thóra. Jeho manželkou je méně známá bohyně Akka, symbolem jeřáb a beruška. Uctívání boha Ukka (Ukonusko) bylo ve Finsku praktikováno až do 19. století.